# District de Kafue
Le district de Kafue est un district de Zambie, situé dans la Province de Lusaka. Sa capitale se situe à Kafue. Selon le recensement zambien de 2000, le district a une population de 150 217 personnes.